# Arnold Koller
Arnold Koller (San Gallo, 29 agosto 1933) è un politico svizzero, membro del Consiglio federale svizzero, nonché Presidente della Confederazione svizzera per ben due volte: nel 1990 e nel 1997.

## Biografia
Ha frequentato le Università di Friburgo e Berkeley, conseguendo le lauree in scienze economiche e in giurisprudenza. Insegna all'università di San Gallo come professore di diritto commerciale ed economico europeo. Dal 1973 al 1983 è stato presidente del Tribunale del cantone d'Appenzello.
È stato successivamente eletto al Consiglio federale svizzero il 10 dicembre 1986 come membro del Partito Popolare Democratico dal canton Appenzello Interno. Si è dimesso dall'incarico il 30 aprile 1999.
Durante la sua carriera politica, è stato a capo dei seguenti dipartimenti:
- Dipartimento militare federale (1987-1988);
- Dipartimento federale di giustizia e polizia (1989);
- Dipartimento militare federale (1989);
- Dipartimento federale di giustizia e polizia (1990-1997).

È stato infine Presidente della Confederazione elvetica nel 1990 e nel 1997.